# Рамсаи Хунтов синдром
Рамсаи Хунтов синдром (акроним РХС), геникуларна неуралгија или неуралгија интермедијалног нерва  је неуролошка болест која доводи до појаве везикула на кожи око ушног канала, парализе лица, болова у ушима и других карактеристичних знакова. Повезан је са инфекцијом региона фацијалног нерва  варичела зостер вирусом. Овај синдром је такође познат као геникуларна неуралгија или нервус интермедиус неуралгија. Ремсаи Хунтов синдром се такође може јавити у одсуству кожног осипа, стања познатог као херпес зостер синуса.

## Историја
Рамсаи Хунтов синдром први је описао 1907. Џејмс Ремси Хунт код пацијента који је имао оталгију повезану са кожним и мукозним осипом.Он је ову болест приписао инфекцији геникуларних ганглија хуманим херпесвирусом 3 (варичела зостер вирусом).
Три различита неуролошка синдрома носе назив Рамсаи Хунтов синдром. Њихова једина веза је да их је све први описао познати неуролог Џејмс Рамсаи Хунт (1872–1937).
Рамсаи Хунтов синдром тип 1  (познат и под називом Рамсаи Хунтов церебеларни синдром) — је редак облик церебеларне дегенерације који укључује миоклоничну епилепсију, прогресивну атаксију, тремор и дементни процес.
Рамсаи Хунтов синдром тип 2  —  је реактивација херпес зостера у коленом ганглиону (лат. ganglion geniculi). Понекад се назива херпес зостер отикус и има променљиву презентацију која може укључивати лезију доњег моторног неурона фацијалног нерва, глувоћу, вртоглавицу и бол. Тријада ипсилатералне парализе лица, болова у ушима и везикула на лицу, на уху или у уху је типична презентација овог типа болести.
Рамсаи Хунтов синдром тип 3 — је ређе референцирано стање, професионално изазвана неуропатија дубоке палмарне гране улнарног нерва. Назива се и Хунтова болест или занатлијска парализа.

## Етиологија
Класични Рамсаи Хунтов синдром се приписује инфекцији коленог ганглиона (лат. ganglion geniculi) херпесвирусом 3 ( варичела зостер вирусом). Према томе болест се јавља као последица реактивација  варичела зостер вируса у коленом ганглиону, који се налази у сасаву фацијалног  нерву (седмом кранијалном нерве). Овај нерв контролише многе покрете лица, попут оних који су укључени у формирању израза лица, жвакању, као и перцепцији укуса на језику.
Након примарне инфекције варичела зостер вирус остаје неактиван у нервним ћелијама захваљујући деловању имунолошког система. Међутим, ако вирус успе да дође до коленог ганглиона фацијалног нерва, што омета његово функционисање, узрокујући симптоме попут везикуларне ерупције.
Повремено су погођени и други кранијални живци, посебно пети (тригеминални), шести, осми (вестибулокохлеарни) и девети (глософарингеални). Када се то догоди, појављују се знаци повезани са функцијама дотичног нерва.
Важно је имати на уму да се симптоми јављају само у једној од половина главе, јер вирус напада само један од два фацијална живца.

## Патофизиологија
Рамсаи Хунтов синдром, познат и као „отички херпес зостер“, „геникуларна неуралгија“ и „неуралгија средњег нерва“, је неуролошки поремећај који се карактерише појавом везикуларних еритематозних ерупција на кожи, углавном у областима близу ушног канала, као и других сродних знакова.
Иако је то релативно ретка дијагноза, процењује се да на Рамсаи Хунтово индром отпада између 16% и 18% свих једностраних парализа лица. Његова повезаност са Беловом парализом (односно оном која је узрокована проблемима фацијалног нерва) је посебно значајна.
Рамсаи Хунтов синдром обично није опасан по живот, међутим, мишићне промене које га карактеришу могу значјно да ометају животу оних који пате од њега. Исто тако, мање од половине оболелих људи у потпуности се опоравља од ових симптома.

## Клиничка слика
Један од најкарактеристичнијих и најкориснијих знакова за дијагнозу Рамсаи Хунтовог синдрома је присуство делимична или потпуна парализа многих мишића лица, која се манифестује кроз потешкоће у покретању уста, попут оних потребних за јело, или затварања уста.
Пацијенти обично имају пароксизмални бол дубоко у уху. Бол често зрачи ка споља у  ушну шкољку и може бити повезан са константнијим, дифузним и тупим болом у позадини. Почетак бола обично претходи осипу неколико сати, па чак и дана.
Класични Рамсаи Хунтов синдром може бити повезан са следећим занцима и симптомима:
- везикуларни осип у уху или у устима (чак 80% случајева),
- осип који може да претходи почетку парезе/парализе лица (захватање седмог кранијалног нерва),
- ипсилатерална пареза/параза лица доњег моторног неурона,
- вертиго (вртоглавица) који је обично присутан код особа са оштећењем слуха.[9]
- ипсилатерални губитак слуха, је пријављен у чак 50% случајева.[9]
- тинитус
- оталгија
- главобоље
- дизартрија
- атаксичан ход
- грозница
- цервикална аденопатија

Слабост лица обично достиже максималну тежину у првој недељи након појаве симптома.
Друге кранијалне неуропатије могу бити присутне и могу захватити кранијалне нерве VIII, IX, X, V, and VI.
Пликови на кожи ушног канала, ушне шкољке или обоје могу се секундарно инфицирати, узрокујући целулитис.

## Дијагноза
Примарни физички налази код класичног Рамсаи Хунтовог синдрома укључују парезу периферног фацијалног нерва са удруженим осипом или херпетичним пликовима у дистрибуцији нервус интермедиуса.
Локација пратећег осипа варира од пацијента до пацијента, као и подручја инервираноог нервусом интермедиусом, и може укључивати следеће:
- предње две трећине језика
- меко непце
- спољни слушни канал

Пацијент може имати повезан ипсилатерални губитак слуха и/или вртоглавицу. Оштећење слуха је обично теже код пацијената са вртоглавицом него код оних без вртоглавице.
Мора се обавити детаљан физички преглед, укључујући неуроотолошку и аудиометријску процену.

## Диференцијална дијагноза
У диференцијалној дијагностици требало би имати у виду следеће болести или стања:
- Белова парализа
- Перзистентни идиопатски бол у лицу
- Постхерпетична неуралгија
- Темпоромандибуларни поремећаји
- Тригеминална неуралгија

## Терапија
Циљеви лечења Ремсаи Хунтовог синдрома су минимизирање инвалидитета и ублажавање симптома. Клинички докази показују да је ранији почетак лечења повезан са бољим исходима, на основу доказа из клиничких студија које показују да је почетак лечења у првој недељи повезан са највећом стопом побољшања, иако лечење започето касније и даље има неке користи.
Орални кортикостероиди и орални ацикловир се обично користе у лечењу Ремсаи Хунтов синдрома. 
У једном прегледу, комбинована терапија коришћењем кортикостероида плус интравенски ацикловир није показала користи у односу на саме кортикостероиде у промовисању опоравка фацијалног нерва након 6 месеци. Међутим, потребна су рандомизована клиничка испитивања која процењују обе терапије.
Интравенски дата висока доза метилпреднизолона се обично не користи у лечењу Ремсаи Хунтов синдрома, међутим, ова врста терапије може пружити одређену клиничку корист чак и ако се примени касно.
Друга студија је закључила да је оксикодон са контролисаним отпуштањем безбедан и да се генерално добро толерише код пацијената који доживљавају акутни бол због херпес зостера.
Вестибуларни супресиви могу бити од помоћи ако су вестибуларни симптоми озбиљни.
Као и код Белове парализе, мора се водити рачуна да се спречи иритација и повреде рожњаче.
Привремено олакшање оталгије може се постићи применом локалног анестетика или кокаина на тачку окидача, ако је у спољашњем слушном каналу.
Карбамазепин може бити од помоћи, посебно у случајевима идиопатске геникуларне неуралгије.
Пацијента треба едуковати о нези очију како би се спречила иритација или повреда рожњаче.

## Компликације
Ретке компликације укључују:
- енцефалитис можданог стабла,[18]
- захваћеност XII кранијалног нерва,[20]
- менингитис.[21]

## Прогноза
Лоши прогностички фактори за добар функционални опоравак укључују следеће:
- Старост пацијената већу од 50 година
- Потпуна парализа лица
- Недостатак ексцитабилности VII кранијалног нерва.